# Viorica Viscopoleanu
Viorica Viscopoleanu z domu Belmega (ur. 8 sierpnia 1939 w Storożyńcu) – rumuńska lekkoatletka, uprawiająca skok w dal.
Viscopoleanu startowała trzykrotnie na letnich igrzyskach olimpijskich: w Tokio w 1964, Meksyku w 1968 i Monachium w 1972. Największy sukces odniosła podczas Igrzysk w Meksyku w 1968, gdzie nie tylko zdobyła tytuł mistrzyni olimpijskiej, ale również ustanowiła nowy rekord świata w skoku w dal. W korzystnych wysokościowych warunkach startowych uzyskała wynik 6,82 m. W 1964 była piąta, a w 1972 siódma.
W 1965 została medalistką uniwersjady.
Viscopoleanu zdobyła też tytuł wicemistrzyni Europy w Atenach w 1969 i halowej mistrzyni Europy w Wiedniu w 1970. Trzykrotnie zdobywała brązowe medale w hali podczas europejskich igrzysk halowych w Pradze w 1967 i Madrycie w 1968 oraz mistrzostw Europy w Sofii w 1971.